# Canton de Saint-Cyprien
Le canton de Saint-Cyprien est une ancienne division administrative française située dans le département de la Dordogne, en région Aquitaine.
Avec le redécoupage cantonal de 2014, Saint-Cyprien est devenu le bureau centralisateur du nouveau canton de la Vallée Dordogne.

## Historique
- Le canton de Saint Ciprien, puis canton de Saint-Cyprien, est l'un des cantons de la Dordogne créés en 1790, en même temps que les autres cantons français. Il a d'abord été rattaché au district de Sarlat avant de faire partie de l'arrondissement de Sarlat, renommé en arrondissement de Sarlat-la-Canéda en 1965[1].

- De 1833 à 1845, les cantons de Saint-Cyprien et du Bugue avaient le même conseiller général. Le nombre de conseillers généraux était limité à 30 par département[2].

### Redécoupage cantonal de 2014-2015
Par décret du 21 février 2014, le nombre de cantons du département est divisé par deux, avec mise en application aux élections départementales de mars 2015. Le canton de Saint-Cyprien est supprimé à cette occasion. Dix de ses quatorze communes sont alors rattachées au canton de la Vallée Dordogne (bureau centralisateur : Saint-Cyprien), trois autres (Les Eyzies-de-Tayac-Sireuil, Saint-Chamassy et Tursac) au canton de la Vallée de l'Homme (bureau centralisateur : Montignac), et la dernière (Saint-Vincent-de-Cosse) au canton de Sarlat-la-Canéda.

## Géographie
Ce canton était organisé autour de Saint-Cyprien dans l'arrondissement de Sarlat-la-Canéda. Son altitude variait de 45 m (Coux-et-Bigaroque) à 267 m (Bézenac) pour une altitude moyenne de 96 m.

## Représentation

### Conseillers généraux de 1833 à 2015
Avant 1833, les conseillers généraux étaient désignés, et ne représentaient pas un canton déterminé.
| Période | Période      | Identité                      | Étiquette     | Qualité                                                                                    |
| ------- | ------------ | ----------------------------- | ------------- | ------------------------------------------------------------------------------------------ |
| 1833    | 1842         | Alphonse Limoges              |               | Maire du Bugue                                                                             |
| 1842    | 1871         | Louis de Carbonnier de Marzac | Libéral       | Avocat à Saint-Cyprien Député (1871-1875)                                                  |
| 1871    | 1889         | Antoine Escande               | Républicain   | Médecin, député (1881-1889) Maire de Saint-Cyprien (1878-1884)                             |
| 1889    | 1901         | Joseph-Télémaque Bonnefond    | Républicain   | Propriétaire au Suquet à Coux-et-Bigaroque                                                 |
| 1901    | 1904         | Léon Pestillat                | Républicain   | Maire de Saint-Cyprien (1890-1903), conseiller d'arrondissement                            |
| 1904    | 1919         | Jean Barry                    | Rad.          | Industriel, maire des Eyzies-de-Tayac (1904-1919), conseiller d'arrondissement             |
| 1919    | 1925         | Cyprien Peggary               | RG            | Maire de Coux-et-Bigaroque                                                                 |
| 1925    | 1940         | Théodore Lesvignes            | Rad.          | Négociant en vins Maire des Eyzies-de-Tayac (1919-1942), conseiller d'arrondissement       |
|         |              |                               |               |                                                                                            |
| 1942    | 1945         | Joseph Costes                 |               | Médecin Maire de Saint-Cyprien Nommé conseiller départemental en 1942                      |
|         |              |                               |               |                                                                                            |
| 1945    | 1951         | Louis Séverin Blanc           | SFIO          | Instituteur à Saint-Cyprien Directeur adjoint de la deuxième circonscription préhistorique |
| 1951    | 1957 (décès) | Maurice Janot                 | Rad.          | Négociant, maire de Saint-Cyprien                                                          |
| 1958    | 1976 (décès) | Jean Ladignac                 | Rad. puis MRG | Pharmacien, maire de Saint-Cyprien                                                         |
| 1976    | 2001         | Pierre Merlhiot               | PS            | Professeur à la retraite Maire des Eyzies-de-Tayac-Sireuil (1989-1995)                     |
| 2001    | 2015         | Francis Dutard                | PS            | Employé SNCF, maire de Meyrals (1989-2014)                                                 |

### Conseillers d'arrondissement (de 1833 à 1940)
| Période                                  | Période | Identité                | Étiquette   | Qualité |
| ---------------------------------------- | ------- | ----------------------- | ----------- | --- |
| Les données manquantes sont à compléter. |         |                         |             | |
| 1833                                     | 1848    | M. de Tapinoix de Bétou |             | Propriétaire à Marnac                                                                                       |
|                                          |         |                         |             | |
| avant 1855                               |         | M. Lavelle              |             | Maire |
|                                          |         |                         |             | |
| 1864                                     | 1871    | Élie Carvès             |             | Agriculteur, maire de Bézenac                                                                               |
| 1871                                     | 1892    | Élie Carrier-Ladevèze   | Républicain | Viticulteur, juge de paix à Saint-Cyprien                                                                   |
| 1892                                     | 1901    | Léon Pestillat          | Républicain | Maire de Saint-Cyprien (1890-1903)                                                                          |
| 1901                                     | 1904    | Jean Barry              | Rad.        | Industriel aux Eyzies-de-Tayac                                                                              |
| 1904                                     | 1910    | Antoine Laborderie      | PRS         | Propriétaire à Meyrals                                                                                      |
| 1910                                     | 1919    | Clément Chartroule      | Républicain | Maire de Saint-Cyprien de 1903 à 1919                                                                       |
| 1919                                     | 1925    | Théodore Lesvignes      | Rad.        | Négociant en vins, maire des Eyzies-de-Tayac (1919-1942)                                                    |
| 1925                                     | 1931    | M. Péniquaud            | Rad.        | Propriétaire, maire de Meyrals                                                                              |
| 1931                                     | 1934    | ?                       |             | |
| 1934                                     | 1940    | M. Debord               | Rép.ind.    | |
| 1940                                     |         |                         |             | Les conseils d'arrondissement ont été suspendus par la loi du 12 octobre 1940 et n'ont jamais été réactivés |

Sources : "Annuaires et calendriers 1789-1842 " sur le site des archives départementales de la Dordogne. https://archives.dordogne.fr/r/72/fonds-imprimes/annuaires-et-calendriers?arko_default_6076b1c79b335--ficheFocus=

## Composition
Le canton de Saint-Cyprien regroupait quatorze communes et comptait 7 049 habitants (population municipale) au 1er janvier 2011.
| Communes                    | Population (2012) | Code postal | Code Insee |
| --------------------------- | ----------------- | ----------- | ---------- |
| Allas-les-Mines             | 203               | 24220       | 24006      |
| Audrix                      | 290               | 24260       | 24015      |
| Berbiguières                | 174               | 24220       | 24036      |
| Bézenac                     | 131               | 24220       | 24041      |
| Castels                     | 641               | 24220       | 24087      |
| Coux-et-Bigaroque           | 982               | 24220       | 24142      |
| Les Eyzies-de-Tayac-Sireuil | 827               | 24620       | 24172      |
| Marnac                      | 187               | 24220       | 24254      |
| Meyrals                     | 573               | 24220       | 24268      |
| Mouzens                     | 240               | 24220       | 24298      |
| Saint-Chamassy              | 538               | 24260       | 24388      |
| Saint-Cyprien               | 1 576             | 24220       | 24396      |
| Saint-Vincent-de-Cosse      | 357               | 24220       | 24510      |
| Tursac                      | 330               | 24620       | 24559      |

## Démographie
| 1982  | 1990  | 1999  | 2006  | 2011  | 2012  |
| ----- | ----- | ----- | ----- | ----- | ----- |
| 6 052 | 6 086 | 6 483 | 6 780 | 7 049 | 7 054 |